# Consorzio Bancomat
Il Consorzio Bancomat è l'ente italiano proprietario dei marchi registrati Bancomat e PagoBancomat, nonché gestore dei circuiti contrassegnati dai medesimi marchi.
Ha la sua sede principale a Roma in via Vittorio Veneto 54B.

## Storia
Il Consorzio nasce nel 2008 con l'obiettivo di assicurare una gestione più diretta dei circuiti Bancomat e PagoBancomat, sostituendo Cogeban associazione che era stata creata dall'Associazione Bancaria Italiana (ABI) nel 1995 per favorire lo sviluppo del mercato delle carte di pagamento in Italia che, fino a quel momento (a partire dagli anni '80), era avvenuto sotto la guida dell'ABI stessa.
La decisione di passare alla nuova forma giuridica del Consorzio scaturì, così come ha spiegato, in una nota dell'epoca, l'ABI, dalla necessità di far fronte alle sollecitazioni sempre più pressanti del mercato finanziario e del continuo mutamento del contesto normativo italiano ed europeo, soprattutto dopo la nascita dell'Area Unica dei Pagamenti in Euro (SEPA) e dell'approvazione della Direttiva Comunitaria 2007/64 sui servizi di pagamento (altrimenti nota come PSD – Payment Services Directive) che ha consentito l'ingresso nel mercato dei pagamenti di nuovi operatori ed intermediari diversi dalle banche.
Al Consorzio partecipano le banche, gli intermediari finanziari e tutti gli altri soggetti autorizzati dalle leggi italiane ed europee ad operare nell'area dei servizi di pagamento. Tali soggetti operano sulla base di apposite licenze per l'uso dei marchi, rilasciate dal Consorzio, per l'adesione ai rispettivi circuiti.

## Le attività
Nell'ambito della gestione dei circuiti Bancomat e PagoBancomat (unici circuiti nativi italiani per il prelievo e per il pagamento con carta di debito), il Consorzio elabora le regole, anche tecniche, e gli standard che sovraintendono al corretto funzionamento dei propri servizi di pagamento e prelievo, adottando i più elevati criteri di sicurezza riconosciuti a livello internazionale.
Inoltre effettua attività di analisi del mercato della monetica e contribuisce allo sviluppo di sistemi di pagamenti con carte in linea con i bisogni e le aspettative dei clienti, esercenti e privati.
In particolare, Bancomat è il circuito domestico di prelievo contante dagli sportelli automatici (terminali ATM), mentre PagoBancomat è il circuito domestico di pagamento di beni o servizi tramite terminali POS oppure terminali ATM abilitati al pagamento.
Una parte consistente delle attività del Consorzio è quella relativa all'omologazione degli strumenti (chip, POS, ATM, carte) e dei processi; alle verifiche in loco per il controllo dei livelli di servizio effettivamente applicati; al monitoraggio e reportistica dei processi di acquisizione ed emissione Bancomat e PagoBancomat e alla definizione delle specifiche di circuito (STD e protocolli).
Il Consorzio è un soggetto sorvegliato da Banca d'Italia, in base all'articolo 146 del TUB.

## I numeri
A maggio 2015, sono circa 36 milioni le carte a marchio Bancomat e PagoBancomat in circolazione in Italia e 840 milioni il numero dei prelievi su circuito Bancomat. Oltre 1,3 miliardi sono il numero di pagamenti su Circuito PagoBancomat e circa 53.000 ATM abilitati ad operare sul Circuito Bancomat sul territorio mentre sono circa 1,7 milioni di POS abilitati ad operare sul Circuito PagoBancomat.